# Tea Culukiani
Tea Culukiani (ur. 21 stycznia 1975 r. w Tbilisi) – gruzińska polityk, politolog i prawniczka, od października 2012 roku deputowana w Parlamencie Gruzji VIII kadencji, od 25 października 2012 roku minister sprawiedliwości Gruzji.

## Życiorys
Urodziła się 21 stycznia 1975 roku w Tbilisi. W 1992 roku ukończyła naukę w Collège-lycée Ampère w Lyonie i rozpoczęła studia na Tbiliskim Uniwersytecie Państwowym, na kierunku prawo międzynarodowe i stosunki międzynarodowe. W 1997 roku ukończyła studia, zaś w 1998 roku uzyskała dyplom Akademii Dyplomatycznej Ministerstwa Spraw Zagranicznych Gruzji. W latach 1997–1998 pracowała w Ministerstwie Spraw Zagranicznych Gruzji. W 1998 roku zdała egzamin wstępny do francuskiej École Nationale d'Administration (ENA). Podczas studiów we Francji pracowała w biurze prefekta departamentu Sarthe. W 2000 roku ukończyła studia w ENA z tytułem magistra administracji publicznej.
W latach 2000–2010 pracowała w Radzie Europy jako urzędnik służby cywilnej oraz w Europejskim Trybunale Praw Człowieka w Strasburgu jako prawnik. 24 lutego 2010 roku zrezygnowała ze swoich stanowisk by powrócić do Gruzji. 15 maja 2010 roku wstąpiła do partii Nasza Gruzja – Wolni Demokraci i została doradcą jej przewodniczącego w sprawach dotyczących praw człowieka. W ciągu kolejnych miesięcy została wiceprzewodniczącą partii.
1 października 2012 roku wystartowała w wyborach parlamentarnych z list koalicji Gruzińskie Marzenie. Zwyciężyła wówczas z wynikiem 72% głosów w jednomandatowym okręgu wyborczym Nadzaledevi i została deputowaną do Parlamentu Gruzji. 25 października 2012 roku została mianowana ministrem sprawiedliwości w rządzie Bidziny Iwaniszwilego. Stanowisko to piastowała również w rządach Irakli Garibaszwilego oraz Giorgiego Kwirikaszwilego.